# Il sesso delle ciliegie
Il sesso delle ciliegie è un romanzo di Jeanette Winterson del 1989.
Il libro si divide in due fasce temporali, il passato ed il futuro, confrontando le due realtà in un'unica metafora: l'eterno presente.
Gli eventi si svolgono a Londra.
È la storia di una madre ambigua che adotta un bambino che trova per caso, e che chiamerà Giordan.
Il ragazzo crescerà con la costante condizione di precarietà dovuta all'incertezza di vita che le offre la donna, ma non togliendogli mai la voglia di scoprire nuove opportunità e nuove terre.
La storia si intreccia nella metafora della propria percezione del tempo e nel mito di se stessi, partorendo ad ogni accadimento un nuovo elemento vitale.
Giordan, nel corso della sua avventura che fino alla fine sarà interminabile, avrà modo di incontrare personaggi molto singolari che lo metteranno sulla retta via e che gli faranno comprendere la vera importanza del percepire il proprio eterno presente.
Ad un certo punto il ragazzo si innamora di una ballerina che a quanto pare, appartiene solo al mondo della sua immaginazione, così facendo, Giordan inizierà un lungo percorso che in realtà si rivelerà il suo reale percorso di vita: l'immaginazione; che lo porta ovunque e lo sostiene negli eventi.
In tutto questo, la madre, condurrà la sua esistenza in maniera selvaggia ma allo stesso tempo formativa, lontano dal figlio che ad un certo punto prenderà la via del mare grazie ad un giardiniere della corona.
La donna, di cui non verrà rivelato il nome, redenta dei suoi blasfemi peccati di cui nel corso dei fatti resteranno a lei come azioni dovute, attenderà l'arrivo del figlio, per poi fuggire dalla pestilenza che si è abbattuta ormai da tempo a Londra.
Quasi sul finire, il testo offre al lettore il confronto tra diverse realtà, facendo un balzo temporale in un'altra epoca, quella attuale, facendo rivivere le stesse vicende ai nuovi protagonisti; mettendo a confronto la loro consapevolezza del tempo e dello spazio, riunendo due realtà simili ma consapevolmente prive di se stesse allo stesso modo del doversi credere "qui ed ora"; nel loro presente eterno.